# 엄창록
엄창록(함경북도, ? ~ 1988년)은 대한민국의 정치인이다. 요제프 괴벨스, 마오쩌둥의 심리전술에 정통하여 '마타도어의 귀재', '선거판의 여우'라고 불렸다. 1961년부터 김대중의 책사였다가 1971년 박정희 쪽으로 넘어간 것으로 알려졌다.

## 생애
함경북도 경성군 주을읍에서 태어났다. 한국 전쟁에서 북한 인민군의 심리전 담당 하사관이었고 전쟁후 강원도 인제군에서 한약재상으로 살다가 1961년부터 정치인 김대중의 비서가 되었다. 1971년에 치러지는 제7대 대선을 앞두고 엄창록은 점 조직을 가동해 김대중의 약점을 보강했고 1970년 김대중이 당내에서 승리가 점쳐지던 김영삼을 이기고 제7대 대통령 선거 신민당 후보 경선에서 대선 후보가 되는 데 핵심 역할을 했다.
선거에서 계속 낙선하던 김대중이 1961년 재보궐선거에서 첫 당선되고 1963년 총선에서 재선되는 데 큰 역할을 했다. 재선 국회의원 김대중은 대통령 박정희에게 위협적인 정치인으로 성장했기 때문에 1967년 총선에서 박정희는 김대중을 반드시 낙선시켜야 했는데 박정희의 전폭적인 지원을 받은 육군 소장 출신 공화당 후보 김병삼을 이기고 김대중이 당선되는 데도 엄창록은 크게 기여를 했다. 이후 1971년 대선에서 대통령 박정희에 의해 중앙정보부에 특별 채용되어 대선 후보 김대중 진영을 교란시키는 데 성공하여 박정희가 제7대 대통령이 되는 데도 주된 역할을 했다.
1987년에 치러지는 제13대 대통령 선거를 앞두고 민주정의당 노태우 후보 측에서 자신을 영입하려 하자 거절하면서 '어차피 양김이 단일화에 실패한 상황이라 노태우가 당연히 대통령이 될 것'이라고 예측해 주었다. 결국 13대 대선 직후 1988년 사망했다.

### 지역감정 조장 논란
2000년대 초반 까지는 대한민국의 지역감정은 엄창록이 김대중과 절연한 직후 선거판이 본격적으로 격해졌던 1971년부터 시작된 것으로 알려져왔다. 허나 최근 연구 자료들에 의하면 엄창록이 김대중 캠프에서 활약하던 1967년 제6대 대선때부터 신민당 후보들이 먼저 '호남 푸대접'론을 조장한 것으로 밝혀지고 있다.
1967년 4월 26일 전남 영광·나주·목포 유세에서 윤보선 신민당 후보는 “호남 푸대접 문제를 철저히 시정하겠다”면서 목포를 대(大)어업기지, 무역항, 공업중심지로 발전시키겠다고 공약했다. 이에 대해 박정희는 다음 날 광주 유세에서 “호남 지방이 푸대접 지역이라는 것은 말도 안 된다”면서 “분배식으로 공장을 건설하는 것은 있을 수 없기 때문이다”라고 반박했다. 제6대 대선에서 박정희는 4년 전 54대 46으로 승리했던 전북에서는 46대 54, 62대 38로 승리했던 전남에서는 49대 51로 패했다. 당시 김대중은 신민당 대변인으로 윤보선의 참모 중 하나로 활약했다.
1969년 당시 신민당과 3선 개헌 반대 범투위 소속으로 유세에 참여한 김대중은 다른 연사들과 더불어 "영남 지방은 고속도로까지 개설해주는 정부가 호남선은 복선마저 제대로 않고 푸대접하고 있다."며 경상도 정권 타도를 주장한 바 있다. 여기에 1987년 야권 후보 단일화 합의를 깨고 통일민주당을 탈당, 평화민주당을 창당한 것도 지역감정에 기댄 정치적 행보라는 비판이 있다. 김대중과 단일화 합의를 했던 김영삼은 "지역 감정의 원인은 김대중이 제공했다"라고 주장하였다.
푸대접을 막자
新民(신민), 光州(광주)유세
신민당이 12일 낮 12시 광주 공원에서 4만여 청중이 모인 가운데 개헌반대 유세를 가진데 이어 공화당도 13일 낮 2시 광주 중앙국민학교에서 개헌지지 유세를 폈다.
신민당과 3선개헌 반대 범투위의 이재형 정성태 김대중 윤길중 양일동 양회수씨 등은 "영남지방은 고속도로까지 개설하는 정부가 호남선은 복선마저 제대로 않고 푸대접 하고 있다"고 주장하면서 "경상도 정권을 타도하자"고 주장했다.

한편 13일의 공화당 유세에는 이효상 곽상훈 라용균 홍성하 이도선씨 등이 연사로 나섰다.
 — 光州(광주) 鄭男(정남) 이원영 기자, 1969년 10월 13일 기사 - 경향신문
또한 87년 대선에 평화민주당 김대중은 4자 필승론을 주장하며 대선에 출마하였는데 이는 노태우(TK 대구경북), 김영삼(PK 부산경남), 김종필(충청), 김대중(호남)이 각자 그 지역을 가져가면 수도권에서 가장 지지율이 높은 후보인 자신이 당선될 수 있다는 주장이었다. 하지만 대선 결과 수도권에서 노태우, 김영삼 후보에 이어 김대중 후보가 3위를 차지하였고 전국 투표수에서도 3위를 차지하여 4자 필승론은 무위로 끝났다.
정치학계 일각에서는 근대 이전의 전통 사회에선 지역주의란 존재하지 않았으나 1971년 대선에서 박정희 정권이 김대중 후보의 출신지가 호남이라는 점을 이용하여 지역 감정을 부추겼다고 한다. 1971년 대선에서는 "호남에서 영남인의 물건을 사지 않기로 했다"는 식의 흑색 선전이 영남 지역에 나돌았다. 1992년 대선을 앞둔 12월 11일 오전 7시 부산 초원복집에서 부산 지역 유지들이 모여서 민주자유당 후보였던 김영삼을 당선시키기 위해 지역감정을 부추기고, 김대중 등 야당 후보들을 비방하는 내용을 유포시키자는 등 관권 선거와 관련된 대화를 나누기도 했다.

## 엄창록이 등장하는 작품

### 영화
- 이선균 - 《킹메이커》 (2022년) 영화